# Arothron inconditus
Arothron inconditus es una especie de peces de la familia Tetraodontidae en el orden de los Tetraodontiformes.

## Morfología
Los machos pueden llegar alcanzar los 40 cm de longitud total.

## Hábitat
Es un pez de mar de clima subtropical y demersal.

## Distribución geográfica
Se encuentran en Sudáfrica.

## Observaciones
No se puede comer ya que es  venenoso para los humanos.